# Иоанникий (митрополит Коломенский)
Митрополит Иоанникий (ум. 25 марта 1724, Коломна) — епископ Русской православной церкви, митрополит Коломенский и Каширский.

## Биография
По происхождению грек.
До 1718 года — епископ, впоследствии митрополит Ставропольский.
С 1718 года — митрополит Коломенский и Каширский.
Его подпись имеется, в числе других архиереев, под Духовным регламентом 1721 года.
В 1723 году Иоанникий учредил при Коломенском архиерейском доме школу в соответствии с требованием Духовного регламента, впоследствии преобразованную в семинарию. К 1725 году в школе было более ста учеников.
Скончался 25 марта 1724 года. Похоронен в Успенском соборе Коломны.